# Sodio cianoboroidruro
Il Sodio cianoboroidruro è un composto chimico di formula NaBH3CN. Si presenta come un sale incolore, ma può apparire marrone chiaro nei campioni commerciali. Viene utilizzato in sintesi organica nella riduzione delle immine, anche in condizioni acquose senza degradarsi.

## Utilizzi
Grazie alla presenza del gruppo ciano, l'anione [B(CN) H3]− è molto meno riducente dello ione [BH4]−, presente invece nel sodio boroidruro. Appunto per la sua debole forza riducente viene utilizzato per ridurre selettivamente le immine ad ammine.
Viene utilizzato comunemente nei processi di amminazione riduttiva, ovvero sintesi di una ammina partendo da un carbonile (chetone o aldeide), formazione dell'immina per trattamento con una ammina primaria o formaldeide, quindi riduzione della stessa tramite il sodio cianoboroidruro in eccesso:
R2CO  +  R'NH2  +  NaBH3CN  +  CH3OH   →   R2CH-NHR'  +  "NaCH3OBH2CN"
Si lavora a pH basici (pH 7-10) per ottenere la selettività del riducente. Assieme alla tosil idrazina, viene anche utilizzato nella deossigenazione riduttiva dei chetoni.

## Struttura e preparazione
Il sale è costituito dall'anione tetraedrico BH3(CN)− e dal catione Na+.
Questo reattivo può essere comprato o preparato utilizzando NaCN e borano. Un altro metodo consiste nel trattamento del sodio boroidruro con Hg(CN)2.